# The Three Jacksons
The Three Jacksons was een bekend Nederlands accordeontrio. Vanaf de oprichting in 1940 bestond de groep uit de beroepsmuzikanten Harry van der Velde (tevens de zakelijk leider) (1908-1977), Piet van Gorp (1915-2008) en Piet Koopmans (1917-1971). Na het overlijden van laatstgenoemde maakte Jaap Valkhoff (1910-1992) tot de opheffing in 1977 deel uit van het trio. De naam The Three Jacksons was gekozen vanwege hun bewondering voor bokser Joe Jackson. De naam Jackson sprak in die tijd namelijk tot de verbeelding van een groot publiek.

## Optreden
De Rotterdamse accordeongroep trad altijd op in fantasie-marine-uniformen. Hun speciaal in Italië gemaakte Galanti-accordeons hadden in de balg de kleuren rood, wit en blauw van de Nederlandse vlag (rond 1969 werden het Accordiola-accordeons). Zij speelden meestal medleys van de bekendste nummers van het moment. Ieder had zijn vaste positie in het trio. Zo speelde Piet Koopmans de improvisaties, Piet van Gorp hield zich aan de strikte melodie en Harry van der Velde zette daar in nauw samenspel met zijn collega’s harmonisch-ritmische akkoorden tegenaan. Ze speelden verschillende soorten muziek: draaiorgel-imitaties en internationale en Hollandse hits verwerkt in de bekende Three Jacksons medleys. Op het repertoire stonden ook operette- en opera-melodieën.

### Buitenland
Na de Tweede Wereldoorlog kregen The Three Jacksons al snel aanbiedingen om in het buitenland op te treden. In 1947 vertrokken zij naar Nederlands-Indië voor optredens voor de Nederlandse militairen. In de jaren 1950 speelden zij in België, Frankrijk, Italië, Noorwegen en Duitsland. In de jaren 1960-1970 traden zij op voor Hollandse clubs in Canada, Amerika, Australië en Nieuw-Zeeland.

### Radio en televisie
Het trio speelde in vele programma's van de radio-omroepen zoals De bonte dinsdagavondtrein en Herman Emmink op zondag. Ook bij de Nederlandse televisie en de Duitse zenders traden zij regelmatig op.

### Samenwerking
The Three Jacksons traden op met onder anderen Willy en Willeke Alberti, Tonny Eyk, Jan Blaaser, Fred Kaps, The Kilima Hawaiians, Caterina Valente, Anneke Grönloh, Tom Manders, Annie de Reuver, Mieke Telkamp, de Zangeres Zonder Naam, Trio Los Paraguayos en Rudi Carrell. In 1962 stonden ze drie maanden in het Circus Theater in Scheveningen in de Rudi Carrell Show met onder meer Rob de Nijs & The Lords, het acrobatenduo The Crocksons (later Bassie en Adriaan) en De Mounties. Voor liefdadigheidsinstellingen traden zij vaak belangeloos op.

## Discografie
Vaste begeleiders bij plaatopnames waren Kees Kranenburg (slagwerk), Wim Sanders (gitaar, banjo), Ger Daalhuizen (bassist/arrangeur).
De eerste grammofoonplaat, een 78 toerenplaat van schellak, werd half juli 1946 opgenomen: "Accordeon-Potpourri" met het labelnummer DECCA M 32115. Hun eerste grote hit was Aan het strand stil en verlaten, in het najaar van 1946 opgenomen met het labelnummer DECCA M 32134. In totaal zijn er o.a. voor Duitsland, België, Denemarken en Nederland zesenzeventig 78 toerenplaten uitgebracht. Vanaf de jaren vijftig verschenen er vele singles, ep-singles, langspeelplaten en cd's. De platen werden wereldwijd uitgebracht door Decca/Philips/Phonogam/Universal en vanaf 1992 door Jackson Music Beheer. De accordeonmedleys van The Three Jacksons waren zeer bekend, ze haalden meerdere malen de hitlijsten. De laatste die werd uitgebracht droeg het nummer 65.

### Langspeelplaten
Er zijn meer dan veertig langspeelplaten uitgebracht met titels als:
- Op de woelige baren (zeemansliedjes)
- Jacksons Reuzen potpourri's
- Jacksons Jubileum
- Jacksons Danceparades (diverse langspeelplaten speciaal voor dansscholen)
- Jacksons World-Cruise lp's
- Haak in met The Three Jacksons
- Feest met de Jacksons (verschillende versies)
- Jacksons Parades (diverse delen)
- Jacksons Festival (diverse delen)
- Jacksons in Operetteland
- Jacksons in Operaland

### Compact discs
Vanaf 1992 zijn er acht cd's uitgebracht:
- The Story of The Three Jacksons
- Reuzenpotpourri
- Op de Woelige baren
- 3 cd-box: 50 jaar The Three Jacksons
- Operette- en Operamelodieën
- Wiener Melodieën
- Famous Medleys (cd+dvd)
- World Cruise

The Three Jacksons speelden ook draaiorgelimitaties. Ze hadden onder andere succes met de single Pierement en een tweede versie van Koffie, koffie, lekker bakkie koffie met Rita Corita.

## Hoogtepunten/Onderscheidingen
- In 1953 12,5-jarig jubileum: drie gouden platen
- In 1957 drie gouden horloges, met inscriptie voor een miljoen verkochte platen
- In 1965 drie gouden platen voor 25 jaar Jacksons en 20 jaar grammofoonplaten. Een Nacht-Jubileumprogramma in het Oude Luxor in Rotterdam.
- in 1970 drie gouden tulpen voor 30 jaar The Three Jacksons
- In 1993 drie gouden cd's voor 50.000 verkochte exemplaren van de eerste cd The Story of the Three Jacksons, uitgereikt aan Henny van der Velde-van Dam, Annie Koopmans-Keukens en Piet van Gorp.

## Persoonlijk
Piet van Gorp was de vader van actrice en zangeres Corrie van Gorp.
Piet Koopmans was de vader van zanger Wim Koopmans.
Harry van der Velde was de vader van zanger Leo van der Velde "De Bumpers".